# Jindřich Matiegka
Jindřich Matiegka (31. března 1862 Benešov – 4. srpna 1941 Mělník) byl český lékař a antropolog, profesor a rektor Univerzity Karlovy.

## Život

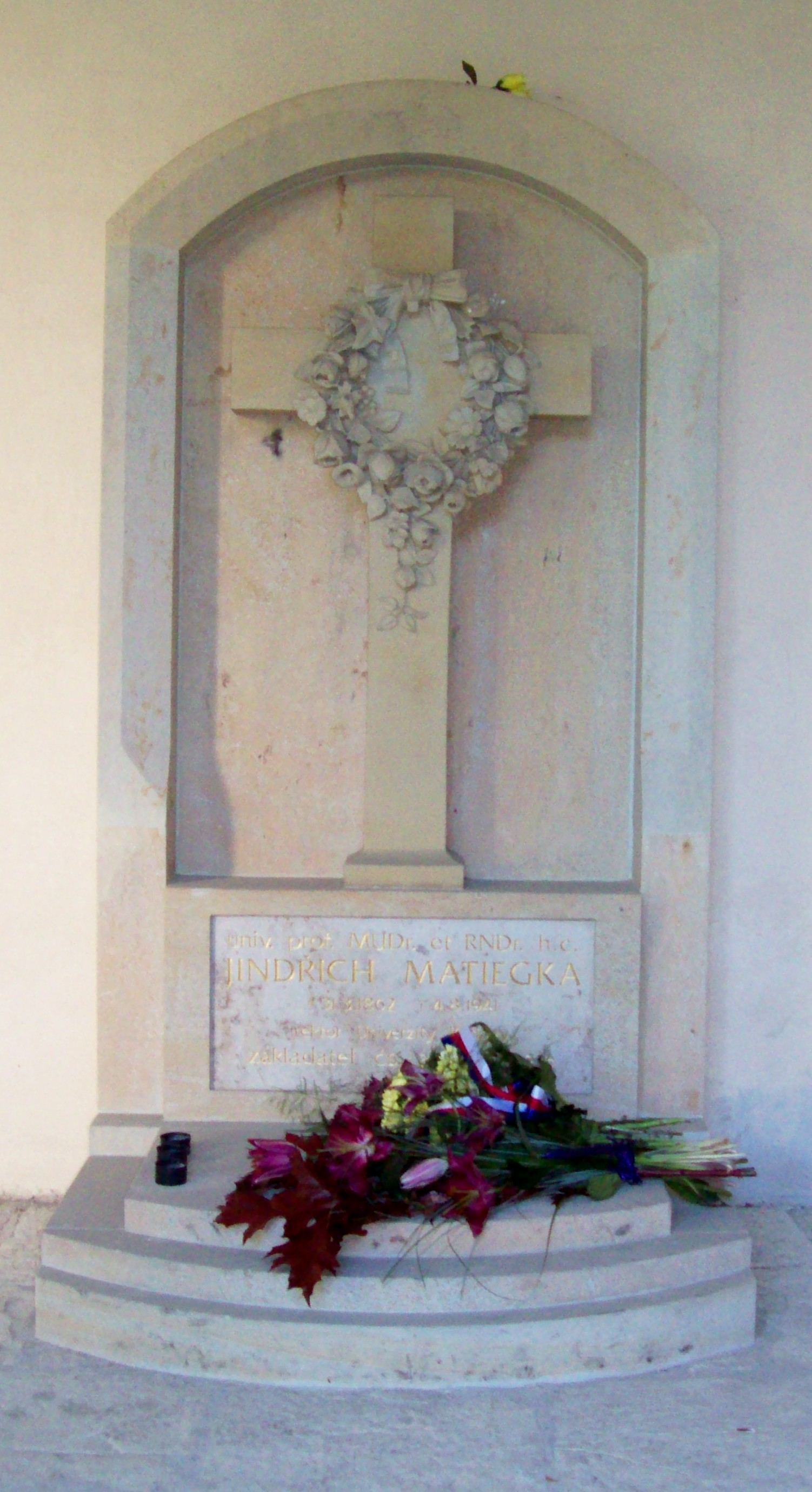
Hrob J. Matiegky v ambitu při kostele Nejsv. Trojice na Chloumku

Narodil se do rodiny benešovského c. k. okresního adjunkta Jindřicha Matějky, původem z Pardubic, a jeho manželky Alžběty, roz. Ebrtové. Pokřtěn byl jmény Jindřich Bedřich.
Obecnou školu absolvoval v Litoměřicích, poté pokračoval studiem na malostranském gymnáziu, neboť se rodina Matiegkových odstěhovala do Prahy. Roku 1886 absolvoval medicínu v Praze a poté působil jako praktický a panský lékař v Lovosicích. Zde také poznal Marii Stránskou, vnučku mělnického purkmistra Václava Prokopa, s níž se následně oženil. V roce 1889 se jim narodila dcera Ludmila, pozdější doktorka filozofie, profesorka, archeoložka a egyptoložka.
V roce 1890 úředně zažádal, aby jeho příjmení bylo psáno Matiegka, tak, jak je uvedeno v křestním listu jeho otce z roku 1844.
Od roku 1890 se začal zabývat antropologií, organizoval antropologickou sekci Národopisné výstavy v Praze, zpracoval rozsáhlý výzkum českého obyvatelstva a podílel se na budování ústavů pro postižené. Roku 1897 se habilitoval v oboru antropologie a demografie na pražské univerzitě, roku 1904 jmenován profesorem. V letech 1922–1923 byl děkanem Přírodovědecké fakulty a v letech 1929–1930 rektorem Univerzity Karlovy. Mezi jeho četnými žáky vynikl zejména Emanuel Vlček.
Mimo jiné odborně zkoumal a nově uspořádal kostnici při chrámu svatého Petra a Pavla na Mělníku. Na zdejším náměstí má na domě č. p. 15 také pamětní desku.

## Dílo
Založil obor fyzické antropologie v Čechách a jeho studium v Praze, organizoval rozsáhlé výzkumy obyvatelstva a zejména mládeže a soustavně budoval antropologické muzeum, které založil jeho přítel Aleš Hrdlička. V letech 1923–1941 redigoval časopis Anthropologie a publikoval přes 200 vědeckých prací, mimo jiné o kostrách různých významných lidí (českých panovníků, Tychona Braha, J. A. Komenského, Albrechta z Valdštejna, Jana Žižky aj.) nebo o prehistorických nálezech K. J. Mašky v Předmostí a K. Absolona v Brně a ve Věstonicích.

### Matiegkova díla
- Crania bohemica I./II. Praha 1891–1893
- Pozůstatky slavných mužů a žen a jejich identifikace. Praha 1912 [3]
- Duše a tělo: theorie o vztahu duševní činnosti k tělesné povaze. Praha 1913 [4]
- Tělesné vlastnosti českého lidu. Praha 1917 [5]
- Vznik a počátky národa československého. Praha 1917 [6]
- Plemeno a národ. Praha 1919
- Vznik a tělesný stav národa československého. Praha 1920
- Zubní věk znakem vývoje celkového. Praha 1922
- Původ a počátky lidstva (1924) [7]
- Somatologie školní mládeže. Praha 1927
- Nesprávný postoj u dětí a jeho náprava (1928) [8]
- Všeobecná nauka o plemenech. Praha 1929
- Předběžná zpráva o výsledku pátrání po ostatcích J.A. Komenského v Naardenu (1930) – předneseno na slavnostním valném shromáždění České akademie věd a umění dne 29. března 1930 [9]
- Královská hrobka v chrámě sv. Víta (s A. Podlahou). Praha 1931 [10]
- Ontogenetický vývin člověka po stránce tělesné i duševní. Praha 1931 [11]
- Tělesné pozůstatky českých králů a jejich rodin v hrobce svatovítského chrámu v Praze (1932) [12]
- Homo předmostensis I./II. Praha 1934–1938 [13][14]
- Filosofie somaticko-anthropologická. Praha 1941